# 貝爾馬爾 (新澤西州)
貝爾馬爾（英語：Belmar）是位於美國新澤西州蒙茅斯縣的自治市鎮。

## 人口
根據2020年美國人口普查的數據，貝爾馬爾的面積為4.18平方千米，當中陸地面積為2.71平方千米，而水域面積為1.47平方千米。當地共有人口5907人，而人口密度為每平方千米1,413人。